# Bellou-sur-Huisne
Bellou-sur-Huisne település Franciaországban, Orne megyében. Lakosainak száma 425 fő (2013). Bellou-sur-Huisne Boissy-Maugis, Cour-Maugis-sur-Huisne, Colonard-Corubert, Maison-Maugis, Perche en Nocé, Saint-Germain-des-Grois, Saint-Maurice-sur-Huisne és Verrières községekkel határos.

## Népesség
A település népességének változása:
| Lakosok száma | 531  | 522  | 451  | 418  | 425  | 453  | 444  | 425  |
|               | 1962 | 1968 | 1975 | 1982 | 1990 | 1999 | 2008 | 2013 |